# 627
627 (DCXXVII) fue un año común comenzado en jueves del calendario juliano, en vigor en aquella fecha.

## Acontecimientos
- Las fuerzas de Mahoma rechazan y derrotan una invasión de los mequíes a Medina.[1]
- 11 de abril: el misionero romano Paulino bautiza al rey Edwin de Northumbria de Deira.
- 12 de diciembre: el Emperador bizantino Heraclio derrota a los persas sasánidas en la batalla de Nínive, recuperando Siria, Palestina y Egipto.[1]

## Nacimientos
- Adomnán, político y teólogo irlandés.

## Fallecimientos
- 10 de noviembre: Justo, arzobispo de Canterbury.